# Сеучешть (комуна)
Сеучешть, Сеучешті (рум. Săucești) — комуна у повіті Бакеу в Румунії. До складу комуни входять такі села (дані про населення за 2002 рік):
- Богдан-Воде (405 осіб)
- Сеучешть (1732 особи)
- Скінень (731 особа)
- Сірету (699 осіб)
- Шербешть (514 осіб)

Комуна розташована на відстані 250 км на північ від Бухареста, 5 км на північ від Бакеу, 78 км на південний захід від Ясс, 147 км на північний схід від Брашова.

## Населення
За даними перепису населення 2002 року у комуні проживала 4081 особа.
Національний склад населення комуни:
| Національність | Кількість осіб | Відсоток |
| -------------- | -------------- | -------- |
| румуни         | 4067           | 99,7%    |
| цигани         | 10             | 0,2%     |
| угорці         | 3              | 0,1%     |

Рідною мовою назвали:
| Мова      | Кількість осіб | Відсоток |
| --------- | -------------- | -------- |
| румунську | 4077           | 99,9%    |
| угорську  | 3              | 0,1%     |

Склад населення комуни за віросповіданням:
| Релігія            | Кількість осіб | Відсоток |
| ------------------ | -------------- | -------- |
| православні        | 3336           | 81,7%    |
| римо-католики      | 725            | 17,8%    |
| адвентисти         | 7              | 0,2%     |
| бретрени           | 5              | 0,1%     |
| реформати          | 3              | 0,1%     |
| греко-католики     | 1              | < 0,1%   |
| не вказали релігію | 1              | < 0,1%   |